# Институт сейсмологии (Казахстан)
Институт сейсмологии Министерство по чрезвычайным ситуациям Республики Казахстан (ТОО «Институт сейсмологии» и ТОО «Сейсмологическая опытно-методическая экспедиция») — головная научная организация в области фундаментальных и прикладных исследований по проблемам обеспечения сейсмо безопасности в Республике Казахстан, город Алматы.
Основан в 1976 году Постановлением Правительства Казахской ССР и Постановлением Президиума Академии наук Казахской ССР.

## История
Создание гарантий сейсмической безопасности, обеспечивающих надежную защиту населения от объективно существующих угроз, к которым законодательно отнесены стихийные бедствия и иные чрезвычайные ситуации природного и техногенного характера, а также обеспечение благоприятных условий проводимым реформам внутри страны и реализации планов по государственному строительству является ключевым фактором всей системы национальной безопасности Республики Казахстан. На долю сейсмически опасных регионов Республики Казахстан приходится обширная территория, охватывающая Алматинскую, Восточно-Казахстанскую Жамбылскую, Кызылординскую, Туркестанскую области, районы расположения гидротехнических сооружений и территории добычи полезных ископаемых (техногенная сейсмичность). Наиболее сейсмоактивны те районы, которые заняты горными массивами Северного Тянь-Шаня, Жонгарского Алатау, Тарбагатая и Алтая. С организацией Института сейсмологии (далее Институт, ИС) началось развитие сети наблюдений. Росло число станций, расширялось число наблюдаемых параметров. Кроме сейсмических были начаты геомагнитные, гравиметрические, геодезические, электротеллурические и другие виды наблюдений.
Всю сеть наблюдений в 1979 году объединили в Опытно-методическую партию в составе Института сейсмологии, которая в 1981 году была реорганизована в Опытно-методическую экспедицию Института сейсмологии АН КазССР (СОМЭ ИС). В 2000 г. СОМЭ ИС АН КазССР была преобразована в Государственное учреждение «Сейсмологическая опытно-методическая экспедиция Министерства науки и образования Республики Казахстан» (ГУ «СОМЭ МОН РК»). В 2013 году правовой статус ГУ "СОМЭ был изменён преобразованием в Товарищество с ограниченной ответственностью «Сейсмологическая опытно-методическая экспедиция» (далее СОМЭ). Институт сейсмологии осуществляет научно-методическое руководство работой СОМЭ, которая проводит непрерывные инструментальные наблюдения за сейсмическим режимом, геофизическими полями, газохимическим составом подземных вод на территории юго-востока Казахстана. Вся полученная в СОМЭ информация в рамках БП-024 «Мониторинг сейсмологической информации» и договора между КН МОН РК и ТОО СОМЭ, в обязательном порядке предоставляется и используется в работе Института и Прогнозной комиссии. К концу 1990х годов Институт сейсмологии становится зрелым научным учреждением, которое сформировало общепризнанную систему сейсмобезопасности, сейсмического районирования и мониторинга в Казахстане.

## Руководство
Директором ТОО «Институт сейсмологии» является Сулеев Досым Касымович -доктор технических наук, профессор, действительный член Национальной Академии Наук РК, с октября 2004 года председатель Отделения наук о Земле НАН РК. Работал проректором по учебной работе Алматинского энергетического института, директором Департамента высшего и среднего специального образования, директором Административного департамента Министерства образования и науки Республики Казахстан, заместителем заведующего отделом социально-культурного развития Канцелярии Премьер-Министра Республики Казахстан, ректором Казахского национального технического университета имени К. И. Сатпаева. Д. К. Сулеев является основателем и первым руководителем культового ансамбля «Дос-Мукасан». Женат, имеет двоих детей. Награждён шестью государственными наградами, почетным званием «Заслуженный деятель Республики Казахстан», званием «Выдающийся Педагог Мира 2005 года» — (Международный Библиографический центр, Кембридж, Англия), серебряной медалью им. А. Байтурсынова, в 2006 году медалью «За заслуги в развитии науки Республики Казахстан».
Первый заместитель директора по науке — кандидат физико-математических наук Н. Б. Узбеков формирует научные программы по фундаментальным программам, контролирует их выполнение и разрабатывает научные приоритеты ИС. Отвечает за выполнение международных научных проектов и научное сотрудничество с сейсмологическими службами стран Центральной Азии, РФ, Японии и КНР. Осуществляет научно-методическое руководство сейсмологическим мониторингом (СОМЭ) и руководит прогнозными направлениями (среднесрочный и краткосрочный). Является заместителем председателя Ученого совета и Председателем прогнозной комиссии ИС.
Заместитель директора по общим вопросам - Д.А. Сарсенбаев обеспечивает руководство, контроль,  координирование научно-технических, хоздоговорных и  международных проектов  Института Сейсмологии. Обеспечивает руководство хозяйственной деятельностью ИС, включающее коммунальное обслуживание, строительно-ремонтные работы по содержанию здания Института. Обеспечивает материально -техническими средствами научно-прикладных и хоздоговорных работ.
Ученый секретарь — Л.Т. Бахарева обеспечивает координацию научной деятельности ИС, отвечает за работу Ученого совета, его отчетность, оформление научно-прикладных отчетов и издание научно-методической продукции ИС.

## Положение в отрасли
Институт сейсмологии является головной организацией в области фундаментальных и прикладных исследований по проблемам обеспечения сейсмобезопасности в Республике Казахстан, координирует работы всех отечественных НИИ в области обеспечения сейсмической безопасности страны. В Институте создан сейсмологический ситуационный центр, оснащенный передовыми программными и техническими средствами. Институт сейсмологии проводит научно-методическое руководство работой Сейсмологической опытно-методической экспедиции (СОМЭ), осуществляющей непрерывные инструментальные наблюдения за сейсмическим режимом, геофизическими полями, газохимическим составом подземных вод на территории юго-востока Казахстана. Вся полученная в СОМЭ информация используется в работе Института. Результаты научно-исследовательских и опытно-конструкторских работ Института широко используются родственными предприятиями, сотни разработок института внедрено в производство.

## Научно-технический потенциал Института
ТОО «Институт сейсмологии» входит в девятку организаций стран мира, где интенсивно ведутся исследования в области обеспечения сейсмической безопасности. В 2012 году Институт официально зарегистрирован в ЮНЕСКО. Ведутся работы по международному сотрудничеству в области сейсмологии с ведущими странами, международными организациями и крупнейшими научно-исследовательскими центрами Китая, России, Японии, Центральной Азии и других стран, такими как: ЮНЕСКО, «ЛСА», Международный институт сейсмологии и сейсмостойкого строительства Японии, Международный геофизический центр им. Гельмгольца Германии, Американская геологическая служба, Администрация по землетрясениям Синьцзян-Уйгурского Автономного Района Китайской Народной Республики, Международный институт сейсмологии и сейсмостойкого строительства Японии, Единая геофизическая служба Российской Федерация, НПК «Вулкан» (город Москва, РФ), Международный научно-исследовательский центр — геодинамический полигон РАН в городе Бишкеке, Институтами сейсмологии Узбекистана, Киргизии и Таджикистана.
Регулярно осуществляется обмен знаниями в области сейсмологии с зарубежными коллегами. Сотрудники Института выезжают на стажировки в страны, организации которых по профилю Института отмечают высокий международный уровень знаний сотрудников ИС. За последние годы 33 сотрудника Института прошли подготовительные курсы в ведущих странах по сейсмологии (Япония, Китай), продолжительностью от месяца до одного года.
Результаты научно-исследовательских работ Института и разработанные им методики прогноза землетрясений ежегодно докладываются на республиканских и зарубежных конференциях, совещаниях, встречах и вызывают интерес научного сообщества других стран. Так, по инициативе коллег из СУАР КНР, планируется открыть международную, совместную лабораторию по прогнозу землетрясений.
В институте функционирует 9 научно-исследовательских лабораторий. Штат ИС состоит из работников административно-управленческого персонала и сотрудников научных лабораторий. В научно-прикладных и хоздоговорных программах и проектах заняты 106 сотрудников, из которых 2 действительных члена Национальной академии наук РК, 4 доктора наук, 11 кандидатов наук, 1 доктор PhD, 2 докторанта PhD.
Приоритетные направления научно-исследовательской деятельности:
- исследование внутреннего строения Земли и физики землетрясений;
- мониторинг и прогноз землетрясений;
- изучение проблем природных, техногенных и индуцированных землетрясений;
- оценка сейсмической опасности и сейсмического риска территорий;
- анализ сейсмического поведения жилой и промышленной инфраструктуры, а также стратегических объектов при сильных и разрушительных землетрясениях, разработка методов обеспечения их эксплуатационной и сейсмической безопасности;
- оценка эксплуатационной и сейсмической надёжности сооружений специального назначения;
- изучение проблем разработки и разработка карт сейсмического зонирования территорий различной детальности, включающие исследования геологической структуры регионов, сейсмического режима, инженерно-геологических условий и т. д.

Основные результаты фундаментальных исследований:
- Выявлены пространственно-временные закономерности формирования очаговых зон землетрясений в литосфере орогенов в Центральной Азии.
- Исследованы закономерности сейсмических процессов сейсмоактивных регионов Казахстана.
- Разработаны качественные и количественные (численные) методы оценки сейсмической опасности и прогнозирования землетрясений.
- Сформировано представление[кем?] о плюмтектонической природе процессов подготовки сильных землетрясений.
- Разработана научная основа и методика инженерного и экономического риска при разрушительных землетрясениях.
- Разработаны[когда?][кем?] прогностические модели для долго-, средне- и краткосрочного прогноза.
- Разработаны программно-методические комплексы средне- и краткосрочного прогноза.
- Оценка сейсмической опасности территории Республики Казахстан осуществляется на основе карт общего, детального и микросейсмического районирования

Наиболее значимым практическим результатом деятельности ИС стали следующие работы: По результатам фундаментальных и прикладных исследований Институтом созданы комплекты карт общего сейсмического зонирования территории Казахстана и сейсмического микрорайонирования города Алматы на новой методической основе (Еврокод 8), а также карты детального районирования Актюбинской, Алматинской, Атырауской, Восточно-Казахстанской, Жамбылской, Западно-Казахстанской, Кызылординской, Мангистауской областей. На стадии завершения реализация научно-технической программы № 0204 ПЦФ «Разработка карты сейсмического микрорайонирования территории г. Алматы на новой методической основе (второй этап — с учётом перспективного плана развития города Алма-ата)».
Карты вошли обязательной составной частью в Строительные нормы и правила Республики Казахстан (СНиП РК).